# La troisième guerre mondiale n'aura pas lieu
La troisième guerre mondiale n'aura pas lieu (titre original : Study war no more) est une anthologie de nouvelles sélectionnées par Joe Haldeman publiée en 1977 aux États-Unis.
Posant la question Peut-on éviter la guerre ? à dix grands écrivains de science-fiction, l'écrivain américain Joe Haldeman, vétéran de la guerre du Viêt Nam, en a tiré une anthologie.

## Publications
L'anthologie est parue aux États-Unis en novembre 1977 sous le titre Study war no more. 
Elle a été publiée en France dans la collection le Livre d'or de la science-fiction en 1980, Pocket no 5084  (ISBN 2-266-00906-0). La couverture est de Marcel Laverdet.

## Préface
La préface est de Joe Haldeman. Elle est traduite par Hélène Bouboulis.

## Liste et résumés des nouvelles

### Basilic
- Titre original : Basilisk
- Auteur : Harlan Jay Ellison
- Parution : aout 1972 dans The Magazine of Fantasy & Science Fiction
- Résumé : Un soldat revient de la guerre, mutilé, et découvre que tous le haïssent parce qu'il a cédé sous la torture. Cette injustice éveille en lui un esprit destructeur, qui l'a choisi pour hôte.

### La Machine à duel
- Titre original : The Duelling machine
- Auteur : Benjamin William Bova
- Parution : novembre 1977 dans l'anthologie Study war no more
- Résumé : La galaxie vit en paix grâce à la machine à duels : chaque litige se résout d'homme à homme, dans un univers virtuel où nul ne peut mourir, mais où les affrontements ont valeur légale. Or voici que des hommes y meurent, et que cette machine devient une arme.

### Nous vivons les temps d'avant le Talion
- Titre original : A man to my wounding
- Auteur : Poul Anderson
- Parution : janvier 1968 dans le recueil The Horn of Time
- Résumé : La guerre a été remplacée par l'assassinat. Système censément parfait : on ne tue pas d'innocents. Mais si les chefs sont trop bien protégés ? Alors il ne reste qu'à tuer les élites... et si elles sont trop bien protégées... ?

### Assistance
- Titre original : Commando raid
- Auteur : Harry Harrison
- Parution : juillet 1970 dans le recueil Prime Number
- Résumé : L'armée ne tue plus : elle aide les gens à mieux vivre, à oublier la misère, l'ignorance et le désespoir, à détruire tout germe de guerre. Quitte à forcer les gens à accepter la civilisation.

### La loi du spectacle
- Titre original : Curtains
- Auteur : George Alec Effinger
- Parution : août 1974 dans The Magazine of Fantasy & Science Fiction
- Résumé : Les armées ne s'affrontent plus. Chaque unité est une « troupe de théâtre » livrant des batailles chorégraphiées : l'état-major et la presse, en tant que critiques, décident ensuite si la performance justifie une avancée stratégique. Mais les balles restent réelles, et, effroyable ironie, les hommes meurent pour des erreurs d'accessoiriste.

### Le Mercenaire
- Titre original : Mercenary
- Auteur : Mack Reynolds
- Parution : avril 1962 dans Analog Science Fiction and Fact
- Résumé : La société occidentale s'est figée dans une nouvelle féodalité industrielle. Les aristocrates s'affrontent en champ clos pour résoudre leurs litiges et amuser les chômeurs entretenus. Pour quitter sa caste, un homme ambitieux se jure de gagner l'une de ces guerres.

### Le Royaume de Dieu
- Titre original : Rule golden
- Auteur : Damon Knight
- Parution : mai 1954 dans Science Fiction Adventures
- Résumé : Un extraterrestre atterrit sur Terre. Chose étrange, de plus en plus de Terriens deviennent alors incapables de tuer ou même de blesser.

### L'État de paix ultime
- Titre original : The state of ultimate peace
- Auteur : William Nabors
- Parution : mars 1974 dans Fantastic
- Résumé : Une mystérieuse épidémie frappe les officiers : tous rêvent de paix, de poésie et d'amour libre.

### Avec les chiffres
- Titre original : By the numbers
- Auteur : Isaac Asimov
- Parution : mai 1973 dans The Magazine of Fantasy & Science Fiction
- Résumé : Dans cet essai, Isaac Asimov exprime son rêve d'un monde rationnel. Selon lui, une gestion statistique des populations (à chacun son matricule) couperait l'herbe sous le pied des racistes et des xénophobes, ce qui entraînerait l'extinction des guerres.

### À Howard Hughes: une modeste proposition
- Titre original : texteTo Howard Hughes : a modest proposal
- Auteur : Joe Haldeman
- Parution : novembre 1974 dans The Magazine of Fantasy & Science Fiction
- Résumé : Un milliardaire lance son propre plan secret contre la Bombe.